# Mufflonfår
Mufflonfår eller rödfår är flera vilda populationer av arten Ovis aries som förekommer i västra Asien och Europa. Dessa populationer är antingen ursprungligt vilda eller förvildade tamfår.

## Taxonomi och utbredning

### Yttre systematik
Det vetenskapliga namnet för hela arten är beroende av om tamfåret räknas som god art eller om det klassificeras som underart. Den första varianten används av Internationella naturvårdsunionen (IUCN) och då får tamfåret namnet Ovis aries (Linnaeus, 1758) medan de ursprungligt vilda populationerna listas som Ovis orientalis (Gmelin, 1774). Peter Grubb listar tamfåret i Mammal Species of the World (2005) som underart och i detta fall blir namnet för hela arten Ovis aries, då Carl von Linnés beskrivning av tamfåret är äldre än alla beskrivningar av vilda underarter. Båda varianter godkänns 2003 av International Commission on Zoological Nomenclature (ICZN) som giltiga namn för arten.
Arten delas i två grupper som sammanfattar flera underarter. Medlemmar av orientalis-gruppen betecknas med det svenska trivialnamnet mufflonfår och medlemmar av vignei-gruppen med namnet urial eller stäppfår. Stäppfåret ansågs tidigare vara en god art.

### Inre systematik
Orientalis-gruppen består enligt IUCN endast av en underart som betecknas Ovis orientalis orientalis (Gmelin, 1774) eller Ovis orientalis gmelinii (Blyth, 1851). Denna underart lever i södra Armenien, södra Azerbajdzjan, nordvästra Iran, nordöstra Irak och östra Turkiet. En avskild population finns i sydcentrala Turkiet.
I gruppen blev ytterligare två till tre underarter beskrivna. De godkänns inte av IUCN eller de räknas till den andra gruppen. Dessa underarter är:
- Ovis orientalis musimon (Pallas, 1811) sammanfattar vilda populationer på Sardinien och Korsika som senare blev introducerade i flera andra europeiska regioner. Dessa populationer är enligt nyare forskning förvildade tamfår. Underarten godkänns därför inte av IUCN. Först troddes att populationerna var en rest av ett större bestånd som var spritt i Europa under förhistorisk tid. Lämningar av mufflon har inte hittats på det omgivande fastlandet och inte heller på de båda öarna innan yngre stenålder.
- Ovis orientalis ophion (Blyth, 1841) är en utrotningshotad population på Cypern. Underarten är inte heller godkänd av IUCN. Den ska likaså härstamma från förvildade tamfår.
- Ovis orientalis isphahanica (Nasonov, 1910) är endemisk för en liten region i centrala Iran. Den listas av IUCN till vignei-gruppen.

## Utseende
Mufflonfåret har rödbrun päls med ett mörkare streck och en ljusare sadelformad teckning över ryggen och ljus buk. Baggarna har böjda horn som kan bli upp till 85 centimeter långa. En del tackor kan också ha horn, som i så fall blir betydligt kortare, men de flesta saknar dem. Baggarna är större än tackorna, med en mankhöjd på omkring 90 centimeter, kroppslängd upp till 130 centimeter och vikt på omkring 50 kilogram. Vikten för tackorna är omkring 35 kilogram.

## Ekologi
Habitatet utgörs av buskmark och skogar. Mufflonfåret lever i mindre flockar bestående av tackor och lamm. Vuxna baggar lever ensamma eller i egna grupper. Individerna är främst aktiva vid skymningen och gryningen men annars är de inte specialiserade på särskilda dygnstider. Under parningstiden mellan september och december konkurrerar baggarna om tackorna och mäter sin styrka genom att stångas och knuffas. Den starkaste baggen får para sig med flest tackor. Tackan föder sedan ett eller två lamm på våren, oftast i april och tidigast i februari. Lammet får di i cirka 6 månader. Efter 8 till 9 månader är det könsmoget. Födan består av gräs, kvistar och olika vilda örter. I det vilda är mufflonfårets fiender i ursprungsområdet främst leoparder och schakaler men i Sverige är det lodjur och varg. Livslängden är vanligen 15 till 20 år. 

## Mufflonfår i Sverige
I Sverige är mufflon infört och hålls sedan 1930-talet i hägn, men lever fritt i södra Värmland, Västergötland med en mindre population i Baljered utanför Stora Levene, Södermanland, södra Västmanland, Västerbotten, södra Östergötland och Småland, på ett par öar på västkusten, bl.a Otterön, i Stockholms skärgård samt i norra Bohuslän. Djur som infördes på öar sprider sig när de på vintern vandrar över isen.
Mufflonfåren omfattas i Sverige av paragraf 40 i jaktförordningen, vilket innebär att en fordonsförare som har kört på och skadat eller dödat ett mufflonfår är skyldig att märka ut platsen och kontakta polisen. 
Arten har ingen säsongsbestämd jakttid, utan jakt får ske hela året.